# Beatrice (sång)
"Beatrice" är en sång av Benny Andersson och Björn Ulvaeus framförd, och släppt på singel, av Kalle Moraeus 1991.
Sången har även spelats in och släppts på singel av Sofia Källgren 1992.